# محرمانگی (فیلم)
«محرمانگی» (انگلیسی: Secrecy) فیلم مستند به کارگردانی پیتر گالیسون و Robb Moss است که در سال ۲۰۰۸ منتشر شد.